# Bejel
Bejel ou Sífilis endêmica não-venérea é uma doença infecciosa e crônica pelo Treponema pallidum endemicum. Afeta inicialmente a pele e boca, mas se não for tratada depois de meses ou anos começa causar deformações dos ossos e cartilagem. Possui muitos nomes dependendo do país, também podendo ser chamada de belesh, dichuchwa, frenga, sahel, njovera e skerljevo.

## Causa
Bejel (sífilis endêmica) causada pela espiroqueta Treponema pallidum endemicum e transmitida através de contato direto ou indireto (copos, talheres, toalhas...) com a pele ou boca com lesão infectada. Ocorre predominantemente em crianças com idade entre 2-15 anos. Ao contrário da sífilis típica causada pelo Treponema pallidum pallidum não é uma doença venérea. As bactérias da sífilis se parecem muito morfologicamente e serologicamente, exceto nos sintomas que causa, localidades onde é comum e modo de transmissão, não podendo ser diferenciadas em exames comuns nem ao microscópio.

## Sinais e sintomas
O período de incubação para a sífilis endêmica é 10-90 dias e tem três fases:
- Fase I: Lesões na boca e faringe. Cancro duro parecido com o da sífilis venérea, pequeno, indolor, corroído ou pápula ulcerada. Pode ser assintomático. Pode infectar o mamilo da mãe com uma criança de colo infectado. Curam em 1 a 6 semanas mesmo sem tratamento.
- Fase II: Algumas semanas depois da fase I, aparecem geralmente descamações nos lábios, língua e amígdalas. Um condiloma lato hipertrófico (verrugas que crescem e se espalham muito) pode aparecer na região anal ou genital. Linfadenopatia generalizada (muitos gânglios inchados pelo corpo) é comum e pode ocorrer osteoperiostite (infecção ao redor dos ossos) dolorosa nos ossos longos (como fêmur e tíbia) e estomatites angulares (feridas na boca) semelhante a causada por deficiência de vitamina B. O estágio secundário pode persistir por 6 a 9 meses.
- Fase III: Demora seis meses ou vários anos depois da fase II. Ocorre destruição dos ossos e cartilagem formando gomas sifilíticas que podem ulcerar de margens irregulares e causando grandes deformações. Ao curar deixam cicatrizes brancas com bordas escuras. Raramente causa problemas ao coração e cérebro.

## Epidemiologia
É mais comum no mediterrâneo, partes da África e Oriente Médio e Sudeste Asiático. Costuma afetar primeiro crianças pobres entre 2 e 15 anos que frequentem creche, escola ou outros aglomerados como igrejas ou templos. Depois é comum que afetem as pessoas que vivam em contato direto com a criança.

## Tratamento
É tratada com penicilina, tornando o indivíduo não infeccioso em apenas 24h, mas demora meses até que exames diagnósticos típicos declinem para negativo, indicando a ausência da bactéria.